# Robert Lansing (político)
Robert Lansing (Watertown, 17 de octubre de 1864-Nueva York, 30 de octubre de 1928) fue un abogado estadounidense y político conservador demócrata, que se desempeñó como asesor legal del Departamento de Estado en el estallido de la Primera Guerra Mundial, y luego como Secretario de Estado de los Estados Unidos bajo la presidencia de Woodrow Wilson, entre 1915 y 1920.
Antes de la participación de los Estados Unidos en la guerra, Lansing abogó vigorosamente por los principios de la libertad de los mares y los derechos de las naciones neutrales. Más tarde abogó por la participación de los Estados Unidos en la guerra, negoció el Acuerdo Lansing-Ishii con Japón en 1917 y fue miembro de la comisión estadounidense para negociar la paz en París en 1919.

## Carrera
Nació en Watertown (Nueva York), en octubre de 1864, hijo de John Lansing (1832-1907) y Maria Lay (Dodge) Lansing. Se graduó del Amherst College en 1886, estudió derecho y fue admitido en el colegio de abogados en 1889.
Desde entonces hasta 1907 fue miembro del bufete de abogados Lansing & Lansing en Watertown. Autoridad en derecho internacional, se desempeñó como abogado asociado de los Estados Unidos, en el Arbitraje del Mar de Bering en 1892-1893, como abogado de la Comisión de Reclamaciones del Mar de Bering de los Estados Unidos en 1896-1897, y como abogado del gobierno estadounidense ante el Tribunal de Límites de Alaska. En 1903, fue abogado de las pesquerías del Atlántico norte en el Arbitraje en La Haya en 1909-1910, y fue agente de los Estados Unidos en el arbitraje estadounidense y británico de 1912-1914. En 1914, fue nombrado consejero del Departamento de Estado por el presidente Woodrow Wilson.

### Primera Guerra Mundial
Al comienzo de la guerra, abogó por una «neutralidad benevolente», pero se apartó del ideal después de una creciente interferencia y violación de los derechos de los neutrales por parte del Reino Unido. Tras el hundimiento del RMS Lusitania el 7 de mayo de 1915 por el submarino alemán U-20, respaldó a Woodrow Wilson en la emisión de tres notas de protesta al gobierno alemán. William Jennings Bryan renunció como Secretario de Estado luego de la segunda nota de Wilson, debido a que Bryan la consideraba demasiado beligerante. Lansing lo reemplazó, primero de forma interina, encargándose de firmar dicha nota.
Poco después envió una nota de protesta al Reino Unido contra el bloqueo comercial y la detención de cargamentos con destino a puertos neutrales. El 18 de enero de 1916 dirigió una nota a todos los países beligerantes europeos, pidiendo, por el bien de la seguridad de los que estaban a bordo, que se retiraran todas las armas de los buques mercantes.
El 4 de agosto de 1916 firmó un tratado para la compra por parte de los Estados Unidos de las Indias Occidentales Danesas (hoy Islas Vírgenes de los Estados Unidos) por 25.000.000 de dólares. En 1917 notificó al presidente Venustiano Carranza, de México, que Estados Unidos no adoptaría su plan panamericano propuesto de detener el envío de alimentos y municiones a todos los beligerantes europeos. En noviembre del mismo año, firmó un acuerdo con el Imperio del Japón (el acuerdo Lansing-Ishii) que, aunque reconocía los intereses especiales de Japón en China, preveía la continuidad de la política de «puertas abiertas» para el comercio.
En 1919, se convirtió en el jefe nominal de la comisión estadounidense ante la Conferencia de Paz de París. Debido a que no consideraba a la Liga de las Naciones como algo esencial para el tratado de paz, Lansing comenzó a perder el favor de Wilson, para quien la participación en la Liga de las Naciones era un objetivo primordial. Durante el derrame cerebral y la enfermedad de Wilson, Lansing convocó al gabinete para consultas en varias ocasiones. El 13 de febrero de 1920 renunció como Secretario de Estado al ser reprendido por el presidente por haber convocado a los jefes de los departamentos ejecutivos del Gobierno. Sin embargo, tales acciones las realizó naturalmente el secretario de estado como miembro de mayor rango del gobierno federal. La conducta de Lansing en esta coyuntura mostró dignidad y dominio propio, y la acción del presidente Wilson fue generalmente considerada como la de un hombre enfermo y preocupado.

## Vida personal y familia

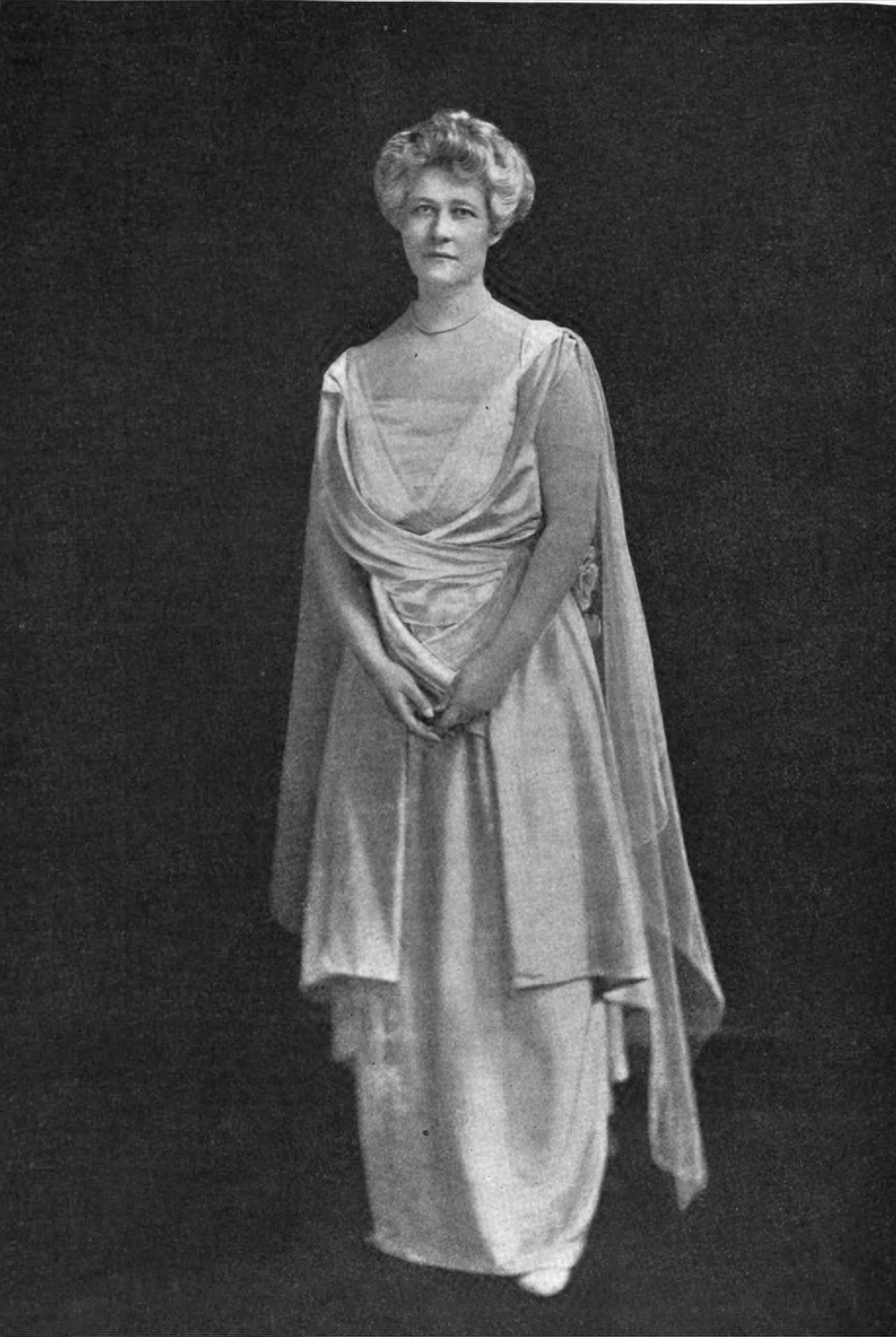
Eleanor Foster. Esposa de Robert Lansing. Hija de John W. Foster.

En 1890, se casó con Eleanor Foster, hija del secretario de Estado John W. Foster. La hermana mayor de Eleanor, Edith, fue la madre de John Foster Dulles, quien también se desempeñó como secretario de Estado, de Allen Welsh Dulles, quien se desempeñó como Director de la Agencia Central de Inteligencia, y de Eleanor Lansing Dulles, economista y analista de políticas de alto nivel y asesora del Departamento de Estado.

## Obras
Fue editor asociado del American Journal of International Law, y junto a Gary M. Jones fue el autor de Government: Its Origin, Growth, and Form in the United States (1902). También escribió: The Big Four and Others at the Peace Conference (1921) y The Peace Negotiations: A Personal Narrative (1921).

## Homenajes
Durante la Segunda Guerra Mundial, el barco SS Robert Lansing, construido en Panama City (Florida), y fue nombrado en su honor.